# Forma twarda
Forma twarda – narzędzie służące do produkcji różnych przedmiotów odzwierciedlonych poprzez formę, która jest negatywem w stosunku do gotowego produktu. 
Twarda forma wykonana jest z żywicy poliestrowej lub epoksydowej. Przed użyciem musi być natłuszczana (waksowana), aby nie doszło do przyklejenia się surowca, z którego produkujemy element do samej formy.
Formy twarde są najczęściej formami wieloczęściowymi ze względu na niemożliwość odformowania z nich wyprodukowanego elementu poprzez skomplikowanie ich kształtu. Forma taka jest skręcona śrubami w kilku miejscach. Po rozkręceniu formy na kilka części jesteśmy w stanie odformować gotowy produkt.
W formie twardej można produkować np. części do pojazdów.